# Michajlovka (ort i Ryssland, Volgograd oblast)

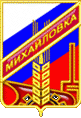
Stadens vapen.

Michajlovka (ryska: Михайловка) är en stad i Volgograd oblast i södra Ryssland. Staden, som är belägen 210 kilometer nordväst om Volgograd, hade 58 380 invånare i början av 2015, med totalt 88 790 invånare inklusive bland annat orten Sebrovo som tillhör stadens administration.